# Karl Andre Vallner
Karl Andre Vallner (* 28. února 1998) je estonský profesionální fotbalista, který hraje na pozici brankáře za klub FCI Levadia Tallinn a estonský národní tým.

## Reprezentační kariéra
Vallner debutoval v seniorské reprezentaci Estonska 8. ledna 2023 v přátelském utkání při remíze 1:1 s Islandem.

## Úspěchy

### Klubové
FCI Levadia Tallinn
- Meistriliiga: 2021
- Estonský pohár: 2020/21
- Estonský Superpohár: 2022